# Colón (Putumayo)
Colón is een gemeente in het Colombiaanse departement Putumayo. De gemeente telt 4198 inwoners (2005).
Colón · Mocoa · Orito · Puerto Asís · Puerto Caycedo · Puerto Guzmán · Puerto Leguízamo · San Francisco · San Miguel · Santiago · Sibundoy · Valle del Guamuez · Villagarzón